# دائرة بني سليمان
دائرة بني سليمان إحدى دوائر ولاية المدية الجزائرية . عاصمتها هي بني سليمان وتضم بلديات: 
- بني سليمان
- سيدي الربيع
- بوسكن